# Ашока (растение)
Ашока (лат. Saraca asoca) — вид растений рода Сарака (Saraca) семейства Бобовые (Fabaceae).
В некоторых источниках Ашокой называется вид Saraca indica (Сарака индийская), однако это название другого вида деревьев, хотя в некоторых публикациях это название рассматривается как синоним.
Распространено в тропической Азии, произрастает в центральной и южной части Западных Гат, на острове Шри-Ланка.
Ценится за красоту листвы и цветов, используется в убранстве храмов и выращивается при монастырях. Сезон цветения с апреля по май.

## Религиозное значение

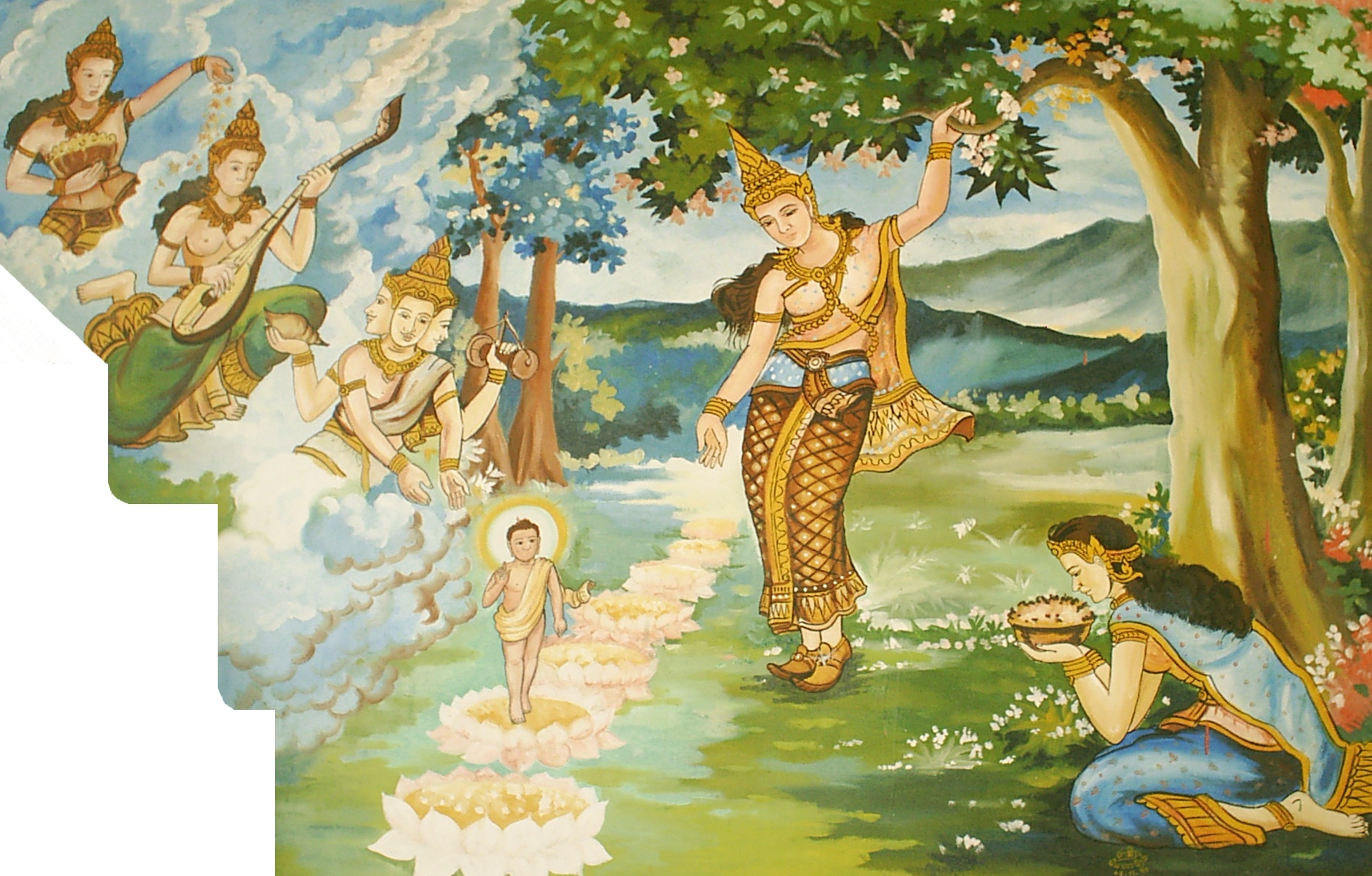
Рождение Будды

По легенде, под этим деревом родился Будда Гаутама. В переводе с санскрита название дерева означает «беспечальное и снимающее печаль», питьё воды, которой были омыты листья дерева, в Индии считается защитой от горя.
Священное дерево в культуре Индийского субконтинента и прилегающих территорий, посвящённое богу любви Каме и само являющееся символом любви, стражем девственности. Почитается в первый месяц древнеиндийского календаря, чайтру.

## Использование
Вяжущие свойства коры используются в медицине как сильное заживляющее средство и успокоительное, считаются полезными для лечения болезней женской репродуктивной системы (в том числе в мистическом смысле). 